# Индио (Калифорния)
Индио (англ. Indio) — город в округе Риверсайд, штат Калифорния, США. По данным переписи 2010 года население города составляет 76 036 человек; по данным прошлой переписи 2000 года оно насчитывало только 49 116 человек.

## География
Расположен в долине Коачелла, в 42 км к востоку от города Палм-Спрингс, в 113 км от Риверсайд и в 201 км от Лос-Анджелеса. Расстояния от города до мексиканской границы составляет около 138 км. Площадь составляет 75,6 км², из них 99,97 % — суша и 0,03 % — открытые водные пространства. Индио располагается на высоте 4 м ниже уровня моря, в 24 км к северу от озера Солтон-Си, уровень воды которого находится на отметке 69 м ниже уровня моря.

### Климат
Из-за того, что горы окружают город с трёх сторон, климат Индио исключительно тёплый на протяжении всего года. Среднегодовой максимум составляет 31,9 °C, а среднегодовой минимум составляет 16,7 °C. Лето особенно жарко, температуры нередко стоят выше 42 °C, а иногда достигают 49 °C. Рекордно высокая температура была отмечена в городе 6 июля 1905 года и составила 52 °C. Среднегодовой уровень осадков — менее 100 мм. Среднегодовая температура — 24,3 °C.

## Население
Население Индио по данным переписи 2010 года составляет 76 036 человек. Расовый состав: белые (61,5 %); афроамериканцы (2,4 %); индейцы (1 %); азиаты (2,2 %); представители других рас (29,5 %); представители двух и более рас (3,4 %). Доля населения латиноамериканского происхождения любой расы составляет 67,8 %. Помимо мексиканцев, в городе проживает большое количество выходцев из Сальвадора, Гондураса, Гватемалы, Никарагуа, Колумбии и Эквадора.
Доля лиц в возрасте младше 18 лет составляет 30,1 %; лиц от 18 до 24 лет — 9,5 %; от 25 до 44 лет — 27,2 %; от 45 до 64 лет — 20,8 % и лиц старше 65 лет — 12,4 %. Средний возраст населения — 32,2 лет. На каждые 100 женщин приходится 97,3 мужчин; на каждые 100 женщин в возрасте старше 18 лет — 94,5 мужчин.
Динамика численности населения города по годам:
| 1950 | 1960 | 1970   | 1980   | 1990   | 2000   | 2010   |
| ---- | ---- | ------ | ------ | ------ | ------ | ------ |
| 5530 | 9745 | 14 459 | 21 611 | 36 793 | 49 116 | 76 036 |

## Экономика
Экономика Индио основывается главным образом на сельском хозяйстве и туризме.

## Транспорт
На северо-западной оконечности города расположен аэропорт Бермуда-Дюнс. Через Индио проходит Калифорнийское шоссе № 111 (SR 111), которое соединяет город с межштатным шоссе I-10 (на севере) и с Мехикали (на юге).